# Мансур Афак
Мухаммад Мансур Афак (урду محمد منصور آٖفاق, нар. 17 січня 1962, Міанвалі, Пакистан) — пакистанський поет, драматург, колумніст і релігієзнавець. Він написав п'єси для телебачення Пакистану, а після того, як емігрував у Велику Британію, зайнявся журналістикою. Крім того, Мансур Афак відомий як романіст, новеліст, режисер драми і виконавчий директор Товариства культури та спадщини Великої Британії.
Мансур Афак — також відомий кінокритик. Працював оглядачем фільмів і телевізійних програм у газетах Daily Jang та Nawa-i-Waqt. Читав лекції для Східної кіноакадемії від Товариства культури і спадщини. Написав книгу «Постріл метелика» на мові урду.

## Молодість
Мансур Афак народився в Міанвалі 17 січня 1962 року. Здобув освіту в Державному коледжі Міанвалі. Він також навчався у Jamia Shamia Siddiqiah Mianwali та Jamia Akbaria Mianwali.

## Творчість
У 1999 році емігрував до Великої Британії. У квітні 2005 року роботи Мансура Афака були опубліковані Ахмедом Надімом Касмі. До цього Мансур Афак написав п'ять книг: Chahra Numa (1984), Afaq Numa (1986), Saraiki Grammer (1988), Mein Wo Aur Ata ul Haq Qasmi (1994) та Gul Pasha (1996). Написав сценарії до семи серіалів на мові урду: Nimaksar (1990, телеканал PTV), Zameen та Pani Par Bunyad (1991, телеканал PTV), Pathar (1992/93, телеканали NTM та Zee London), Soya Hua Shehar (1993, телеканал PTV), Dunya (1994, телеканал PTV), Dhan Koat (1998).

### Книги та публікації
- Chahra Numa (урду چہرہ نما рік 1984)[3][12][13]
- Afaq Numa (урду آفاق نما рік 1986)[3][13]
- Saraiki Grammer (урду سرائیکی گرائمر рік 1988)[3]
- Saraiki Dramain (урду سرائیکی ڈرامے рік 1996)[3]
- Main Who Aur Atta Ul Haque Qasmi (урду میں اور عطاالحق قاسمی рік 1993)[3][13]
- Gul Pashi — 1996/1997 (урду گل پاشی роки 1996—1997)[3][13]
- Neend Ki Notebook (урду نیند کی نوٹ بک рік 2005)[13][14]
- Arif Nama (урду عارف نامہ рік 2006)
- Main ishiq main hoon (урду میں عشق ہوں рік 2007)[3]
- Ahad Nama (урду عہد نامہ рік 2008)
- Dewan mansoor Afaq (урду دیوان منصور рік 2010)[15]
- Takoon ki majlis (урду تکون کی مجلس рік 2011)[16]
- Illhamat-e-bahu (урду الہامات باہو рік 2012)[17]

### Серіали
- Nimaksar (трималість серії 50 хвилин, 13 серій) — 1990 рік, телеканал PTV[3][13][18]
- Zameen (трималість серії 50 хвилин, 13 серій) — 1991 рік, телеканал PTV[3][13]
- Pani Par Bunyad (трималість серії 50 хвилин, 3 серії) — 1991 рік, телеканал PTV[3][13][19]
- Pathar (трималість серії 50 хвилин, 18 серій) — 1992/93 рік, телеканали NTM and Zee London[3][13][20]
- Soya Hua Shehar (трималість серії 50 хвилин, 4 серії) — 1993 рік, телеканал PTV[3][13]
- Dunya (трималість серії 50 хвилин, 7 серій) — 1994 рік, телеканал PTV[3][13][21]
- Dhan Koat (трималість серії 50 хвилин, 13 серій) — 1998 рік, телеканал PTV[3][13]

### П'єси
Кілька телевізійних п'єс пенджабською мовою та урду:
- Satwan Sakh (діалект сараїкі пенджабської мови, тривалість 50 хвилин) — 1990 PTV[3][13]
- Ki Janaan Main (пенджабська мова, тривалість 50 хвилин) — 1990 PTV[3][13]
- Kalak (мова урду, тривалість 25 хвилин) — 1990 PTV[3][13]
- Gadi Kook Marandi Ai (діалект сараїкі пенджабської мови, тривалість 25 хвилин) — 1990 PTV[3][13]
- Aandhi (мова урду, тривалість 25 хвилин) — 1992 PTV[3][13]
- Suraab (мова урду, тривалість 25 хвилин) — 1992 PTV[3][13]
- Dujha Kinara (діалект сараїкі пенджабської мови, тривалість 25 хвилин, 3 серії) — 1993 PTV[3][13]
- Long Play Gudi Theia Gudian для Aapna Channel UK[3][13]